# Jim Jefferies (acteur)
Pour les articles homonymes, voir Jefferies.
Geoff Nugent, plus connu sous le nom de scène Jim Jefferies, né le 14 février 1977 à Sydney, est un humoriste de stand-up, scénariste, acteur et animateur de télévision australien, principalement actif aux États-Unis. Il présente l'émission satirique hebdomadaire The Jim Jefferies Show sur Comedy Central depuis 2017. 

## Biographie
Jefferies a commencé le stand-up au Comedy Store de Manchester, où il a notamment été attaqué sur scène. Il sort son premier spectacle, Contraband, en DVD en 2008, et son deuxième spectacle, I Swear to God (2009), est diffusé sur la chaîne américaine HBO.
Il a joué dans de nombreux festivals, dont les plus notables sont l'Edinburgh Fringe, Juste pour rire de Montréal, les Reading and Leeds Festivals et le Glastonbury Festival. Il apparaît également à la télévision sur la BBC (Royaume-Uni) puis sur Comedy Central (États-Unis), où sont diffusés ses spectacles Alcoholocaust (2010) et Fully Functional (2012).
En 2013, il crée avec Peter O'Fallon la série Legit, diffusée sur FX. La série est une comédie sur le frère de l'un de ses amis, atteint de dystrophie musculaire et elle a reçu de nombreuses critiques positives sur son traitement des handicaps physiques ou mentaux.

## Controverses
En mars 2019, Jefferies réalisa une enquête sur le racisme en Australie, à la suite des attentats de Christchurch et fit l'interview dans ce cadre de l'activiste juif Avi Yemini. Ce dernier accusa par la suite Jefferies d'avoir modifié ses propos pour tenter de le relier à l'auteur des attaques de Christchurch. Yemini révèle ainsi avoir enregistré l'entretien en caméra cachée, craignant que ses propos ne soient modifiés au moment de la diffusion, ce qui s'est avéré être le cas selon le Jérusalem Post. 

## Stand-up
- 2008 : Contraband
- 2009 : I Swear to God
- 2010 : Alcoholocaust
- 2012 : Fully Functional
- 2014 : Bare
- 2016 : Freedumb
- 2018 : This is me now
- 2020 : Intolerant
- 2022 : The Moist Tour
- 2023 : Modèle:Jim Jefferies & Dry (Netflix)

## Filmographie

### Acteur
- 2013 – 2014 : Legit de Jim Jefferies et Peter O'Fallon : Jim Jefferies
- 2013 : Tainted Love de Orlando Jones : le prêtre
- 2025 : Him de Justin Tipping

### Scénariste
- 2013 – 2014 : Legit
- 2013 : Funny as Hell

### Producteur
- 2013 – 2014 : Legit